# 185年
| 千纪： | 1千纪                                                                                           |
| 世纪： | 1世纪 \| 2世纪 \| 3世纪                                                                         |
| 年代： | 150年代 \| 160年代 \| 170年代 \| 180年代 \| 190年代 \| 200年代 \| 210年代                       |
| 年份： | 180年 \| 181年 \| 182年 \| 183年 \| 184年 \| 185年 \| 186年 \| 187年 \| 188年 \| 189年 \| 190年 |
| 纪年： | 乙丑年（牛年）；东汉中平二年                                                                    |

## 大事记
- 中國
  - 三月，北宮伯玉與先零羌等寇三輔，以左車騎將軍皇甫嵩鎮長安討之。耿鄙徵馬騰為軍從事，統領部隊，龐德跟馬騰攻擊反叛羌氐。
  - 八月，漢靈帝任命破虜將軍張溫為車騎將軍，取代皇甫嵩，並隨同中郎將董卓展開對叛軍的討伐，但在美陽戰役中失利。
  - 十一月，涼州之亂叛軍認為夜間有流星現象，回撤至金城郡，董卓追擊叛軍斬首數千人，邊章、韓遂逃入榆中。
  - 丹陽郡新設安吉、原鄉二縣。
  - 月氏僧支曜抵洛阳，先后译出《成具光明定意经》等大小乘经十部十一卷。
- 羅馬帝國
  - 不列顛貴族決定使皇帝康茂德收回禁衛軍長官佩瑞尼斯（Tigidius Perennis）的所有權力。
  - 寢宮侍從長克里安德（Marcus Aurelius Cleander）觊觎权位，进言康茂德，以谋反罪处决佩瑞尼斯及其家人後，取代佩瑞尼斯，成為康茂德的決策者。
  - 佩蒂奈克斯（Publius Helvius Pertinax）成為不列顛尼亞總督，并平息了不列顛軍團的嘩變。
  - 皇帝康茂德耗盡庫銀用於角鬥士表演，并時常于馬克西穆斯競技場親自下場與角鬥士或野獸搏鬥。
- 其他
  - 十月，半人馬座附近的超新星南门客星爆發，為《後漢書·卷十二·天文下》[1]所載，是人類記錄到的第一顆超新星。
  - 希臘天文學家克萊門德(Cleomedes)發現地球大氣的折射現象，參見月球錯覺。
  - 神學家愛任紐提出神所啟示的僅有四部福音書。（大致年代）

## 各国领袖

### 非洲
- 库施
  - 国王：Aritenyesbokhe（175年－190年）

### 亚洲
- 中国
  - 东汉：
    - 皇帝：汉灵帝（168年－189年）
- 朝鲜
  - 百济：
    - 国王：肖古王（166年－214年）

  - 高句丽：
    - 国王：故国川王（179年－197年）

  - 新罗：
    - 国王：伐休尼师今（184年－196年）

### 欧洲
- 高加索伊比里亚
  - 国王：
    1. 法斯曼三世（145年－185年）
    2. 阿姆扎斯普二世（185年－189年）
- 罗马帝国
  - 皇帝：康茂德（177年－192年）

### 中东
- 奥斯若恩
  - 国王：Abgar IX（177年－212年）
- 安息
  - 国王：沃洛吉斯四世（147年－191年）

## 出生
- 奧利金（約185年－251年），基督教著名的神學家和哲學家，66岁。
- 王祥（185年－269年），魏司空、太尉，晉太保。《二十四孝》臥冰求鯉的主角，84岁。

## 逝世
- 佩瑞尼斯（Tigidius Perennis），禁衛軍長官。
- 聖達圖斯（S. Datus），拉文納主教，殉道者。